# SS Cymric (1898)
SS Cymric byl parník společnosti White Star Line vybudovaný v loděnicích Harland & Wolff v Belfastu. Na vodu byl spuštěn 12. října 1897. Na svou první plavbu z Liverpoolu do New Yorku vyplul 11. února 1898.
Během Búrských válek a 1. světové války sloužil jako transportní loď. 8. května 1916 byl torpédován Schweigerovou ponorkou U-20, tou, která o rok dříve potopila Lusitanii. Cymric byl zasažen 3 torpédy, přesto trvalo celých 28 hodin, než se další den potopil s 5 mrtvými asi 224 km severozápadně od Fastnet Rock poblíž Irska.